# Матвей Кузмин
Матвей Кузмич Кузмин (21 юли 1858, село Куракино, Псковска губерния – 14 февруари 1942, близо до село Малкино, Великолукски район, Калининска област, РСФСР, СССР) – руски селянин. Герой на Съветския съюз (1965). Той е най-възрастният Герой на Съветския съюз по дата на раждане.

## Биография
Матвей Кузмин е роден в село Куракино (сега Великолукски район, Псковска област) в семейството на крепостен селянин (три години преди премахването на крепостничеството). Той е едноличен селянин (не е бил член на колективно стопанство) и живее с лов и риболов на територията на колхоза „Рассвет“. Смятат го за „контраконтрактор“; заради необщителния си характер той получава прякора „Бирюк“.
През август 1941 г. Псковска област и родното село на Кузмин са окупирани от нацистите. Комендантът се премества в къщата му, като кара собствениците на къщата да живеят в плевнята. В началото на февруари 1942 г., след завършването на Торопецко-Холмската операция, частите на съветската 3-та ударна армия заемат отбранителни позиции близо до родното място на Кузмин.

## Подвиг
Според Б. Н. Полевой в Куракино е разположен батальон от немска планинска стрелкова дивизия, който през февруари 1942 г. има за задача да извърши пробив, като отиде в тила на съветските войски в планираното контранастъпление през г. района Малкин Хайтс.
На 13 февруари 1942 г. командирът на батальона изисква от осемдесет и три годишния Кузмин да действа като водач и да поведе частта към село Першино (6 км от Куракин), окупирано от съветските войски, обещавайки за тези пари брашно, нафта, както и ловна пушка SIG Sauer. Кузмин се съгласява. Въпреки това, след като научава планирания маршрут от картата, той праща внука си Вася в Першино, за да предупреди съветските войски и им определи място за засада близо до село Малкино. Самият Кузмин дълго време води германците по заобиколен път и накрая на разсъмване ги отвежда до Малкино, където 2-ри батальон от 31-ва отделна кадетска стрелкова бригада (полковник Степан Петрович Горбунов) на Калининския фронт, който тогава отбранява на Малкински възвишения в района на селата, вече са заели позиция Макоедово, Малкино и Першино. Германският батальон попада под картечен обстрел и претърпява тежки загуби (повече от 50 убити и 20 пленени). Самият Кузмин е убит от немския командир.
През 1966 г. съветската преса публикува кратки спомени на капитан от запаса К. Баранников, участник в тези събития, бивш командир на отряд на 31-ва отделна кадетска стрелкова бригада. Някои подробности от неговата история се разминават с разказа за подвига на Борис Полевой. Според него село Куракино е освободено от германците в началото на февруари 1942 г., но Матвей Кузмин остава там със сина си, отказвайки да бъде евакуиран в тила. Германска част („не по-малко от рота“) идва в селото, чийто командир иска Кузмин да го отведе в тила на съветските части. Синът на Кузмин всъщност тича до позициите на бригадата сутринта на 14 февруари, около 30 минути преди германците да се появят, и предупредждава бойците за приближаването им. Германската предна част е унищожена от картечен огън от няколко точки. След това, според Баранников, се появяват други немски части и под прикритието на артилерийски и минохвъргачен огън атакуват съветските позиции, нокаутирайки войниците на Червената армия от село Макоедово. Но вечерта контраатака на бригадата, подкрепена от пристигаща артилерия, превзима селото и при тази атака самият Баранников е ранен. Бележката към тази статия съдържа доклад от политическия отдел на 31-ви район за тази битка, където описанието на подвига на М. Кузмин показва пълната смърт благодарение на него на германското разузнаване – 23 души.  Името на германската част не е посочено в мемоарите на Баранников, но в картата на разположението на частите на 31-ва окръжна бригада към 14 февруари 1942 г., дадена в статията, е посочена противниковата германска част – 227-и пех. полк.
М. К. Кузмин е погребан първо в родното си село Куракино. На 19 юли 1953 г. се състои тържественото препогребване на тленните останки на героя в братското гробище в град Велики Луки.

## Награди
С указ на Президиума на Върховния съвет на СССР от 8 май 1965 г. за смелостта и героизма, проявени в борбата срещу нацистките нашественици, Кузмин Матвей Кузмич посмъртно е удостоен със званието Герой на Съветския съюз с орден Ленин.

## Памет
Подвигът на Кузмин става известен за първи път благодарение на статия на кореспондента Борис Полевой, публикувана във вестник „Правда“. (Полевой се оказал в този район и присъствал на погребението на Кузмин). На 24 февруари 1942 г. Съветското информационно бюро съобщава за подвига:
| „ | Хитлеристки офицер се обажда на жител на село К., 80-годишния Матвей Кузмич Кузмин, и му нарежда тайно да заведе голяма група германци до мястото на военния пост на частта, където командирът, другар. Горбунов. Приготвяйки се за път, Кузмин, незабелязан от германците, инструктира 14-годишния си внук Вася да стигне до съветските войски и да ги предупреди за предстоящата опасност. Дълго време карах другарю. Кузмин заклети врагове по деретата, обикаляйки през храстите и горите. Напълно уморени и изстинали, немците неочаквано се озоваха под картечен огън. Съветските картечници, предупредени предварително от Вася, застрелват нацистите от упор. Полето беше покрито с трупове. Тук са загинали над 250 немски войници. Когато германският офицер видял, че отрядът му е попаднал в капан, той застрелял стареца. Героичният подвиг на славния съветски патриот Матвей Кузмич Кузмин никога няма да бъде забравен от трудещите се на нашата велика родина. | “ |

Издадени са листовки за фронта, във вестници и списания са публикувани очерци, разкази и стихотворения за Кузмин; една от историите („Последният ден на Матвей Кузмин“), чийто автор е самият Борис Полевой, е включена в учебната програма на началното училище. Писатели, поети (например през годините на войната, баладата на Е. Петунин), скулптори посвещават своите творби на него. Улици в много градове на СССР са кръстени на Герой на Съветския съюз Матвей Кузмин (по-специално в град Велики Луки училище и улица са кръстени на него). В негова чест е кръстен и съветски (а сега руски) траулер.
През 1944 г. в Москва, на една от платформите на гаровата зала на метростанция „Измайловски парк за култура и отдих на името на Сталин“ (тогава наричан „Измайловски парк“, а сега „ Партизанская “) и във Великие Луки, негови паметници са издигнати на гроба на героя, а на мястото на подвига край село Малкино, на „Малкинските височини” има обелиск. Под скулптурния образ на Кузмин на метростанция Партизанская (работа на М. Г. Манизер) е посочено, че той е повторил подвига на Иван Сусанин. Село Малкино е едно паметно място.
Мемориална плоча в памет на Кузмин е поставена от Руското военноисторическо дружество на сградата на Личевската гимназия, където той учи.

## Семейство
Баща – Косма Иванов, майка – Анастасия Семьоновна. Родителите на Кузмин са крепостни на земевладелеца Болотников, който живее в село Креплянка (на три мили от Антоново-Куракино, родното село на Кузмин).
Матвей Кузмич се жени два пъти: първата му съпруга Наталия (работничка от село Еремеево) умира в ранна младост. Втората съпруга Ефросиня Ивановна (или Андреевна) Шабанова идва от село Трошченка.
Семейство Кузмин има 8 деца (синове Александър и Дмитрий от първия брак, шест деца от втория). Синът Павел умира през 1931 г.; от 1968 г. най-голямата дъщеря Екатерина (1903 – 1986) живее в село Куракино, синът Иван (роден през 1906 г.) работи във Велики Луки в завода за ремонт на локомотиви (LVRZ), синът Василий (1909 или 1912 – 1980) работил в мелничния завод Велики Луки, синът Алексей (1912 или 1915 – 1978) е пенсиониран военен, а най-малката дъщеря Лидия (1918 – 1987) е работила в месопреработвателен завод.